# 六呂師温泉
六呂師温泉（ろくろしおんせん）は、福井県勝山市平泉寺町平泉寺230池が原50にある温泉。
源泉名は六呂師温泉であり、案内板などは六呂師高原温泉ピクニックガーデンと表示されている。
六呂師高原には同じく六呂師ハイランドホテルが管理する「トロン温浴施設『うらら館』」があるが泉質は全く異なる。

## 泉質
- ナトリウム-塩化物・炭酸水素塩泉
- 内風呂：源泉・浴槽循環濾過、加温有
- 岩風呂：源泉・非加水（かけ流し）、加温有
- 飲用　：可能
- 溶存物質総量が3,523mgある。

## 温泉街
- 福井県立奥越高原牧場の上部に1軒宿が存在する。日帰り入浴も可能である。浴室にはペットボトルが配置してあり自由に、無料で温泉水を持ち帰ることができる。

## 歴史
- 1981年（昭和56年）の五六豪雪において源泉地帯の雪解けが他より以上に早場所であることが分かった。
- 1982年（昭和57年）竹内信により温泉の開発計画が始まった。
- 1987年（昭和62年）掘削を開始し地下1,000mにて発見された。
- 現在はピクニックガーデン等を整備した滞在型宿泊施設となった。

## アクセス
車
- 福井県道221号奥越高原線六呂師高原温泉ピクニックガーデン

公共交通
- JR越美北線越前大野駅よりタクシー20分
- えちぜん鉄道勝山永平寺線勝山駅よりタクシー20分

## 特記事項
全域は奥越高原県立自然公園の区域に指定されている。
勝山市部分は恐竜渓谷ふくい勝山ジオパークの中に位置する。
正面に古い火山である経ヶ岳があり法恩寺山や、荒島岳などへの登山コースとしてのベースともなっている。